# Hypena puncticosta
Hypena puncticosta là một loài bướm đêm trong họ Erebidae.